# Tarascolus reflexus
Tarascolus reflexus är en mångfotingart som beskrevs av Loomis 1976. Tarascolus reflexus ingår i släktet Tarascolus och familjen Atopetholidae. Inga underarter finns listade i Catalogue of Life.